# Monique Gabrielle
Monique Gabrielle (født 30. juli 1963) er en amerikansk skuespiller, kendt for en lang række erotisk ladede roller såsom pigen Tracey, der frister Tom Hanks i Polterabend for viderekomne (1984), og titelrollen i Emmanuelle V (1987). Hun har især medvirket i komedier såsom Amazon Women on the Moon (1987) og horrorfilm såsom The Return of Swamp Thing (1989) og Evil Toons (1992).